# Basquetebol do Club Atlético San Lorenzo de Almagro
A seção de basquetebol do Club Atlético San Lorenzo de Almagro é uma equipe profissional baseada em Buenos Aires, Argentina, disputando na temporada a Liga Argentina e a Liga das Américas. Suas partidas disputadas como equipe mandante são disputadas no Polideportivo Roberto Pando com capacidade para 2 200.

## História

### Início e anos dourados
San Lorenzo tornou-se afiliado à Associação Argentina em 1930  conquistando grande quantidade de campeonatos dos anos 1940 aos anos 1970, sendo apelidado de "A Catedral do Basquete". Na temporada 1942 o San Lorenzo venceu o torneio Torneo Apertura e o campeonato oficial, organizado pela Associação de Basquete de Buenos Aires. Um ano depois, a equipe ganhou outro título do Apertura repetindo o tento com conquistas do Apertura em 1946, 1949 e 1950. Os jogadores mais notáveis do clube daquela época foram Alfredo Belli, Salvador Capece e Alberto Trama. Outros membros notáveis da equipe foram Armando Bo e Francisco Sommariva.
Em 1951 a equipe jogou partida amistosa contra o The Harlem Globetrotters  no Estadio Luna Park, em Buenos Aires. Nesse mesmo ano, a equipe venceu o Torneo Apertura (e repetiu novamente em 1952), e o Oficial em 1954. Dois anos depois, a equipe conquistou outro título oficial, permanecendo invicto, e seu primeiro título Torneo Metropolitano (Torneio Metropolitano). Em 1957, San Lorenzo fez sua primeira turnê internacional pelo Brasil, onde o time venceu 8 dos 12 jogos disputados. Os jogadores da turnê foram: Ricardo Lanzillotta (capitão de equipe), Herberto Fagnani, Edgar Parizzia, Oscar Zagatti, Carlos Vasino, Vicente Lazzara, Erio Cassetai e Carlos Marranzino, com Francisco del Río treinador da equipe.
O San Lorenzo conquistou seu primeiro título nacional em 1958, o então Campeonato Argentino de Clubes. Isso permitiu que a equipe jogasse seu primeiro torneio oficial fora da Argentina, já que o clube competiu no Sul-Americano de Clubes, onde San Lorenzo terminou em segundo, atrás de Defensor Sporting. No nível nacional argentino, San Lorenzo conquistou o título de Apertura de 1958 e terminou em terceiro no campeonato de Buenos Aires (embora o time tenha conquistado os títulos de 1959 e 1960). Em 1966, San Lorenzo conquistou o título de Apertura, terminando invicto, e ambos os campeonatos Metropolitano e Buenos Aires, em 1968.
A década de 1970 começou com o campeonato do Metropolitano de 1970 e o clube conquistou dois títulos em 1971. Nesse mesmo ano o San Lorenzo fez uma turnê pela Europa, marcando a primeira vez que um time argentino jogou lá. O elenco contava com Oscar Visciglia, Gustavo Aguirre, Carlos Perroni, Carlos Garro, Dante Massolini, Norberto Pacheco, Carlos Perales, Abel Rojas, Néstor Delgui e Emilio Dumani, com Edgard Parizzia atuando como treinador da equipe. San Lorenzo derrotou o então campeão da liga iugoslava, o OKK Beograd e seis rivais da Itália, também jogando seleção espanhola  Durante essa turnê, a equipe foi apelidada de "La Catedral". (A Catedral), depois de um discurso do jogador da equipe Emilio Dumani, dizendo: "Esta é uma equipe que sempre luta, e nunca se apaga ... como as luzes de uma catedral".
Apesar dos anos de sucesso, o campeonato de 1973 em Buenos Aires foi seu último título até os anos 2010.

### Liga Nacional e o declínio
Em 26 de abril de 1985 o San Lorenzo disputou o jogo de abertura da recém-criada Liga Nacional de Básquet (LNB)  contra o Argentino de Firmat no ginásio do Obras SanitariasA seção de basquete do clube ficou inativa entre 1986 e 1993, retornando apenas nos níveis juvenis. Em 1996, o time sénior de San Lorenzo voltou aos torneios da primeira divisão da cidade de Buenos Aires. O clube também venceu o campeonato Sub-22 (2004) e a Copa de Oyarbide 2012 (Copa Oyarbide). 

### Retorno à Glória
Em 2014, San Lorenzo estreou no Torneo Nacional de Ascenso (TNA), a segunda divisão do basquete profissional na Argentina.  Em 2015, San Lorenzo adquiriu uma vaga no escalão superior argentino Liga Nacional de Basquet (LNB), em virtude da fusão com o clube 9 de Julio de Tercero Rio. Exatos 30 anos após sua estreia no LNB, San Lorenzo retornou à primeira divisão em 22 de setembro de 2015 e venceu Quimsa, com um placar de 79- 64.
San Lorenzo ganhou seu primeiro título LNB em 2016, depois de vencer o  La Unión, com uma série de 4-0 na final da liga. O jogador de San Lorenzo Walter Herrmann, foi escolhido como MVP das finais.
Na temporada seguinte, San Lorenzo conquistou o seu segundo título consecutivo da Liga Argentina, depois de derrotar Regatas Corrientes, por 4 a 1 nas finais. A equipe se tornou a equipe mais vencedora na história do LNB, com um recorde de 23-3. Gabriel Deck foi escolhido como o MVP da final. 

### Partidas contra equipes da NBA
| 14 de outubro de 2016 | Relatório | Toronto Raptors | 122–105 | San Lorenzo de Almagro |  | Air Canada Centre, Toronto, Ontário |  |

## Títulos

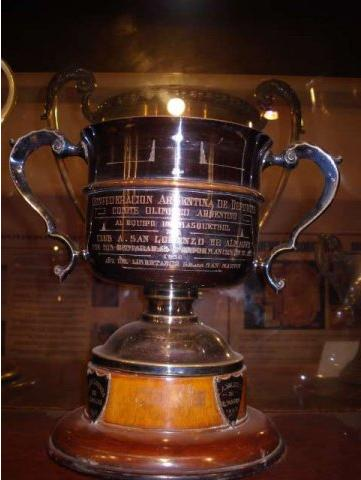
Copa Confederación Argentina de Deportes

### National
- Campeonato Argentino de Clubes (1): 1958
- Liga Nacional de Básquet (4): 2015–16, 2016–17, 2017-18, 2018-19
- Torneo Súper 4 (1): 2016–17

### Internacional
- FIBA Liga das Américas (2): 2018, 2019

### Regional
- Campeonato da Asociación de Buenos Aires  (12): 1942, 1946, 1949, 1950, 1954, 1956, 1957, 1959, 1960, 1968, 1971, 1973
- Torneo Apertura (11): 1942, 1943, 1946, 1949, 1950, 1951, 1952, 1957, 1958, 1966, 1967
- Torneo Metropolitano  (5): 1956, 1967, 1968, 1979, 1971

## Artigos relacionados
- FIBA Liga das Américas
- Liga Nacional de Básquet